# Kanuleistungszentrum Augsburg
Das Kanuleistungszentrum Augsburg (früher: Bundesleistungszentrum für Kanuslalom und Wildwasser) in Augsburg wurde zusammen mit dem Eiskanal, einer Wildwasseranlage für Kanusport, anlässlich der Olympischen Sommerspiele 1972 eingerichtet und ist seit 1992 Olympiastützpunkt. Hier bereiten sich alle deutschen Leistungssportler im Bereich des Kanuslaloms auf wichtige nationale und internationale Wettkämpfe vor und erhalten eine spezielle sportliche Förderung.

## Anlage

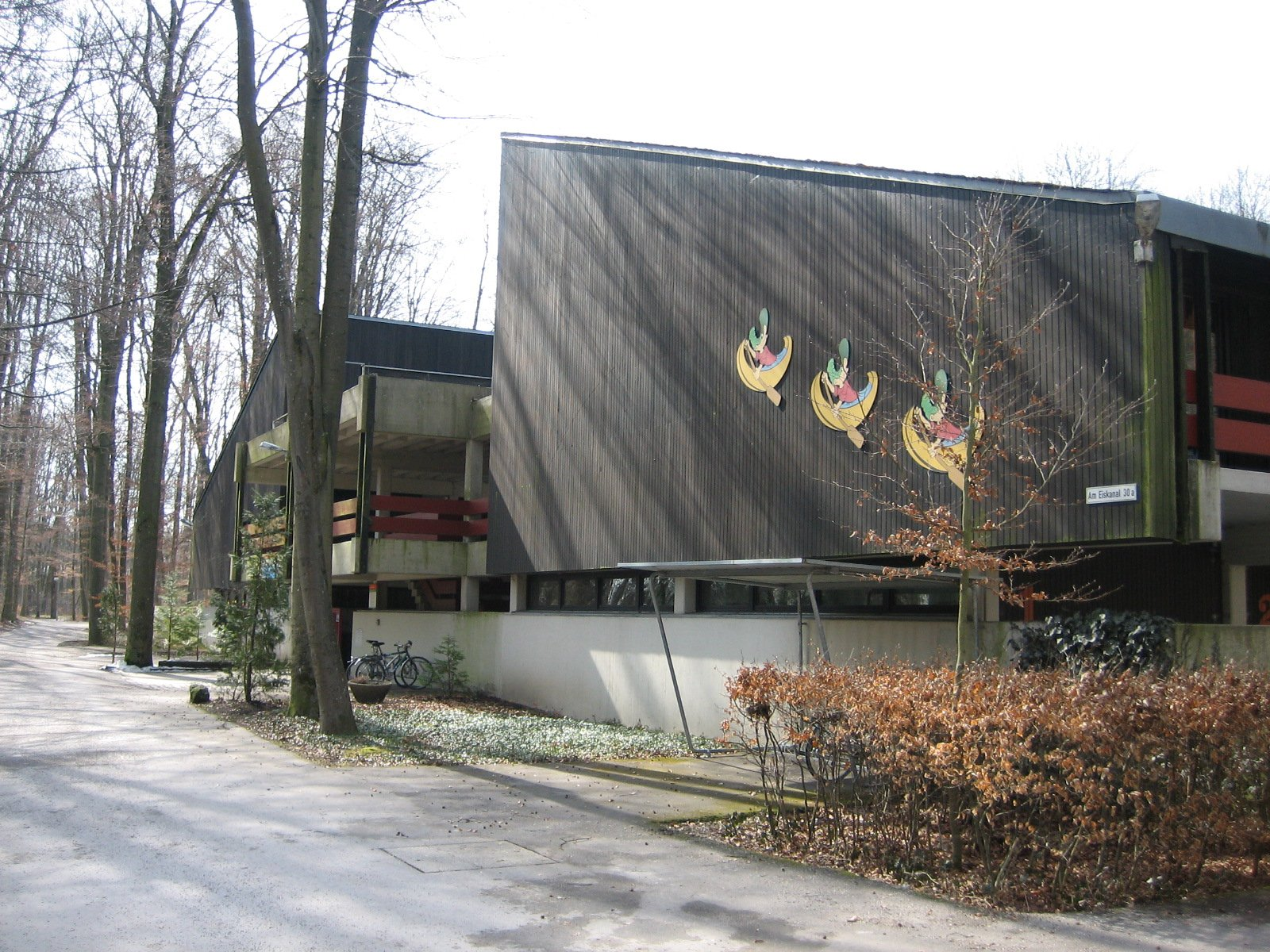
Eines der alten, inzwischen abgerissenen, Gebäude des Bundesleistungszentrums für Kanuslalom und Wildwasser

Das Bundesleistungszentrum befindet sich direkt am Eiskanal und verfügt neben der ursprünglichen olympischen Wettkampfstrecke über vier weitere Trainingsstrecken aller Schwierigkeitsgrade. Den Athleten stehen daneben 80.000 Quadratmeter Freifläche, Übungsbecken, ein Wettkampfturm und Funktionsgebäude zur Verfügung, die außerdem Übernachtungsmöglichkeiten für bis zu 40 Personen bieten.
Zur Vorbereitung auf die Olympischen Sommerspiele 2012 in London wurde das alte Funktionsgebäude komplett abgerissen und größer neugebaut, da das alte Gebäude schadstoffbelastet war und nicht mehr modernen Anforderungen entsprach. Damit können den Kanuten des Deutschen Kanu-Verbandes wieder optimale Übungsmöglichkeiten zur Verfügung gestellt werden.

## Trägerschaft
Das Leistungszentrum mitsamt der Anlage ist ein Standort des Olympiastützpunkts Bayern wird finanziell vom Innenministerium der Bundesrepublik Deutschland, dem Freistaat Bayern und der Stadt Augsburg getragen.